# CIR Group
CIR Group (Compagnie Industriali Riunite) is een beursgenoteerde Italiaanse holdingmaatschappij, die voor 46% wordt gecontroleerd door COFIDE, eigendom van de De Benedetti familie. De maatschappij werd opgericht in 1976, toen Carlo De Benedetti Concerie Italiane Riunite verwierf, een in Turijn gevestigde leerlooierij die behoorde tot de Bocca-familie. Het bedrijf werd omgevormd tot een holding en herdoopt tot Compagnie Industriali Riunite. CEO was bijna twintig jaar lang Rodolfo, oudste zoon van Carlo De Benedetti; hij is thans Executive Chairman. De huidige CEO is Monica Mondardini.
De CIR Group is thans holding van een reeks bedrijven in de industrie en de dienstensector, meer bepaald de media, auto-onderdelen, gezondheidszorg, nevenactiviteiten en energie. In 2013 haalde de CIR Group een omzet van 4,7 miljard euro. De groep biedt werk aan ongeveer veertienduizend medewerkers.

## Structuur
De belangrijkste aandeelhouders van de CIR Group zijn:
- COFIDE S.p.A. – 45,9%
- Bestinver Gestion (Acciona) - 11,3%
- Norges Bank 2,7%

## Activiteiten
- In de mediasector controleert CIR de Gruppo Editoriale L'Espresso, een beursgenoteerd uitgeversbedrijf dat onder meer het dagblad la Repubblica[4], het weekblad L'Espresso en andere magazines, 18 lokale bladen, 3 nationale radio-omroepen (Radio Deejay, Radio Capital en M2O), 2 tv-kanalen tv-kanalen, een digitale afdeling en een advertentiebedrijf. De groep is ook actief in tv-apparatuur (multiplexers).
- In autosector is CIR vertegenwoordigd met dochteronderneming SOGEFI, een wereldleider voor motoronderdelen (filters en luchtkoeling) en wielophanging. SOGEFI is met 42 fabrieken actief in 21 landen over vijf continenten.
- KOS, gecontroleerd door CIR samen met Ardian (voorheen AXA Private Equity), is werkzaam in de verzorgingssector (Holding Sanità e Servizi, Anni Azzurri), revalidatie-centra (S.Stefano) en medische technologie (Medipass).
- De CIR Group heeft daarnaast nog een reeks investeringen en participaties in portefeuille, zoals in de  20% in de Swiss Education Group (hotelschool).
- CIR is ook actief in de energiesector, met Sorgenia, samen met het Oostenrijkse Verbund AG. Deze sector werd echter zwaar getroffen door de economische terugval in Italië in 2014.